# Sügisball
Sügisball (Herfstbal) is een Estse dramafilm uit 2007 onder regie van Veiko Õunpuu. De film is geïnspireerd op de gelijknamige roman van Mati Unt. Waar het boek zich in het Tallinn van de jaren 70 afspeelt, heeft Õunpuu de handeling naar zijn eigen tijd getrokken. De film werd in 2011 door een jury van Estische filmjournalisten en filmdeskundigen tot beste Estische film aller tijden gekozen.

## Verhaal
Zes bewoners van een desolate woonkazerne in de Estse hoofdstad Tallinn zijn op zoek naar geluk. De jonge auteur Mati heeft drankproblemen en zelfmoordneigingen, wanneer zijn vrouw hem verlaat. Hij tracht vrouwen te versieren en wordt intussen door zijn ex bespioneerd. Laura is een alleenstaande moeder, die haar vertrouwen in het andere geslacht volledig heeft verloren. Wanneer haar dochter Lotta toenadering zoekt tot een eenzame kapper, beschuldigt Laura hem van pedofilie. De snobistische architect Maurer vindt het vreselijk om te wonen in een woonkazerne. Zijn vrouw Ulvi zoekt troost bij de portier Theo.

## Rolverdeling
- Rain Tolk: Mati
- Taavi Eelmaa: Theo
- Juhan Ulfsak: Maurer
- Sulevi Peltola: August Kask
- Tiina Tauraite: Ulvi
- Maarja Jakobson: Laura